# Green Park
Green Park, oficjalnie The Green Park („Zielony park”) - jeden z parków królewskich w Londynie. Znajduje się w dzielnicy City of Westminster, pomiędzy Hyde Park i St. James’s Park. Razem z parkiem Kensington Gardens i ogrodami Pałacu Buckingham, parki te tworzą otwartą przestrzeń od Whitehall i dworca Victoria aż do Kensington i Notting Hill. Granice The Green Park wyznaczają na północy ulica Piccadilly, na południu ulica Constitution Hill i na wschodzie deptak Queen’s Walk. Od strony zachodniej Green Park łączy się z St. James’s Park przy pomniku Wiktorii w Queen’s Garden, dokładnie naprzeciwko wejścia do Pałacu Buckingham. Na południowy wschód od parku znajduje się reprezentacyjna aleja The Mall. Z Green Park widać zachodnie fasady St. James’s Palace oraz Clarence House. The Green Park zajmuje powierzchnię ok. 53 akrów.
W przeciwieństwie do sąsiednich parków, w Green Park nie ma żadnych jezior ani pomników, a jedyną fontanną jest Canada Memorial autorstwa Pierre’a Granche. Park składa się głównie z zalesionych polan.

## Historia
Przed założeniem The Green Park pełnił funkcje cmentarza (o podmokłym gruncie) dla trędowatych z pobliskiego szpitala St. Jamesa. Cmentarz został zamknięty w XVI w. przez Henryka VIII. W 1688 r. Karol II Stuart założył tam park królewski. 
27 kwietnia 1749 roku w Green Park odbył się wielki pokaz ogni sztucznych dla uczczenia zakończenia wojny o sukcesję austriacką i podpisania pokoju w Akwizgranie w 1748 r. Wykonano wtedy napisaną przez Georga Friedricha Händla specjalnie na tę okazję Muzykę ogni sztucznych.